# Rigadin ne fait rien comme tout le monde
Pour plus de détails, voir Fiche technique et Distribution.
Rigadin ne fait rien comme tout le monde est un film muet français réalisé par Georges Monca, sorti en 1913.

## Fiche technique
- Titre : Rigadin ne fait rien comme tout le monde
- Réalisation : Georges Monca
- Scénario : Maurice Millot
- Photographie :
- Montage :
- Société de production : Pathé Frères
- Société de distribution : Pathé Frères
- Pays d'origine :  France
- Langue : film muet avec les intertitres en français
- Métrage : 265 mètres
- Format : Noir et blanc — 35 mm — 1,33:1 — Muet
- Genre :  Comédie
- Durée : 8 minutes et 50 secondes
- Dates de sortie : 
  - France : 5 novembre 1913

## Distribution
- Charles Prince : Rigadin